# Iwan Własow (polityk)
Iwan Aleksiejewicz Własow (ros. Иван Алексеевич Власов, ur. 10 września 1903 w Nikołajewce k. Tiemnikowa, zm. 1969 w Moskwie) – radziecki polityk, przewodniczący Prezydium Rady Najwyższej Rosyjskiej FSRR w latach 1946–1950.
Po ukończeniu szkoły wiejskiej pracował jako roznosiciel gazet i robotnik rolny, od 1925 działacz Komsomołu, od 1929 WKP(b), 1930–1935 studiował w akademii rolniczej, później był zastępcą dyrektora stanicy. Od lipca 1938 przewodniczący Komisji Budżetowej i członek Prezydium Rady Najwyższej RFSRR, przewodniczący Organizacyjnego Komitetu WCIK w obwodzie tulskim, 1938–1942 I sekretarz Komitetu Obwodowego WKP(b) w Samarze, 1942–1944 przewodniczący Komitetu Wykonawczego Rady Obwodowej w Saratowie, 1944–1946 zastępca przewodniczącego, a od 25 czerwca 1946 do 7 lipca 1950 przewodniczący Prezydium Rady Najwyższej RFSRR. Deputowany do Rady Najwyższej ZSRR 1 i 2 kadencji. 1948–1949 zastępca przewodniczącego Prezydium Rady Najwyższej ZSRR. 1939–1949 kandydat na członka KC WKP(b). Od 1950 prezes Towarzystwa Rolniczego i dyrektor wydziału Instytutu Naukowo-Badawczego Ministerstwa Gospodarstw Rolnych ZSRR.